# Boaz Yakin
Boaz Yakin (New York City, 20 giugno 1965) è uno sceneggiatore e regista statunitense.

## Biografia
Nato a New York da genitori israeliani, Yakin ha studiato cinema al New York City College; si trasferì alla New York University, dove realizzò una sceneggiatura a 19 anni. Vide la sua prima sceneggiatura raggiungere lo schermo nel 1989, quindi lavorò in The Rookie, con Clint Eastwood e Charlie Sheen.

## Filmografia

### Sceneggiatore
- Il vendicatore (1989)
- La recluta (1990)
- Fresh (1994)
- Il gioco dei rubini (1998)
- Dal tramonto all'alba 2 - Texas, sangue e denaro (1999)
- Dirty Dancing 2 (2004)
- Death in Love (2008)
- Prince of Persia - Le sabbie del tempo (2010)
- Safe (2012)
- Now You See Me - I maghi del crimine (Now You See Me) (2013)
- Max (2015)
- Boarding School (2018)
- The Harder They Fall (2021)

### Regista
- Fresh (1994)
- Il gioco dei rubini (1998)
- Il sapore della vittoria (2000)
- Le ragazze dei quartieri alti (2003)
- Death in Love (2008)
- Safe (2012)
- Max (2015)
- Boarding School (2018)

### Produttore
- Hostel: Part II (2007)
- Now You See Me - I maghi del crimine (Now You See Me) (2013)
- Max (2015)